# Jonathan Coy
Jonathan Coy (* 24. April 1953 in Hammersmith) ist ein britischer Schauspieler.

## Leben
Jonathan Coy wurde 1953 in Hammersmith geboren.
Coy spielte im Laufe der Jahre in über 120 Produktionen.
Coy war von 1980 bis 1990 mit Louisa Rix und ist seit 1998 mit Emma Amos verheiratet. Er hat drei Kinder, darunter der Schauspieler Jolyon Coy.

## Filmografie
- 1975: Crown Court
- 1975–1978: Play for Today
- 1976: Victorian Scandals
- 1977: Coronation Street
- 1977: Secret Army
- 1978: The Sandbaggers
- 1978–1992: Rumpole of the Bailey
- 1979: All Day on the Sands
- 1981: Wiedersehen mit Brideshead (Brideshead Revisited)
- 1984: The Life and Death of King John
- 1984: Agentin mit Herz (Scarecrow and Mrs. King)
- 1985: Jenny’s War
- 1985: Silas Marner: The Weaver of Raveloe
- 1986: Gems
- 1987: Hello Mum
- 1987: A Killing on the Exchange
- 1987: Maschenka
- 1987–1990: Screen Two
- 1987–1992: Boon
- 1988: Sherlock Holmes (The Return of Sherlock Holmes)
- 1988: Tales of the Unexpected
- 1988–1990: Colin’s Sandwich
- 1989: The Stone Age
- 1989: Young Charlie Chaplin
- 1989: Agatha Christie’s Poirot
- 1989: Countdown to War
- 1989: MuppeTelevision
- 1989: Die Wölfe von Willoby (The Wolves of Willoughby Chase)
- 1990: TECX
- 1990: Tygo Road
- 1990: KYTV
- 1990: Never Come Back
- 1991: Casualty
- 1991: Chancer
- 1992: A Time to Dance
- 1992: The Life and Times of Henry Pratt
- 1992: Inspektor Morse, Mordkommission Oxford (Inspector Morse)
- 1992: Screen One
- 1992: The Darling Buds of May
- 1992–1994: Lovejoy
- 1993: The Marshal
- 1993: Between the Lines
- 1993: The Good Guys
- 1994: The Rector’s Wife
- 1994: Middlemarch
- 1994: Soldier Soldier
- 1994–2008: The Bill
- 1995: Capital Lives
- 1995: Moving Story
- 1996: Annie’s Bar
- 1996: Cuts
- 1996: Bodyguards
- 1996: Drop the Dead Donkey
- 1996: Madson
- 1996: Murder Most Horrid
- 1996: Rab C. Nesbitt
- 1997: Gobble
- 1997: Underworld
- 1997: Hetty Wainthropp Investigates
- 1997: Holding On
- 1997: Original Sin
- 1998: Game On
- 1998: Invasion: Earth
- 1998: Mosley
- 1998: Hornblower: The Examination for Lieutenant
- 1998–2004: Heartbeat
- 1999: Trial by Fire
- 1999: A Touch of Frost
- 1999: Dangerfield
- 1999: Grafters
- 1999: Relative Strangers
- 1999: Hornblower: The Duchess and the Devil
- 1999: Hornblower: The Frogs and the Lobsters
- 1999–2000: The Scarlet Pimpernel
- 2000: Conspiracy
- 2000: Der Längengrad – Longitude  (Longitude)
- 2000: Midsomer Murders
- 2000: The Life and Adventures of Nicholas Nickleby
- 2000: The Secret Adventures of Jules Verne
- 2001: Always and Everyone
- 2001: Die Wannseekonferenz (2001) (Conspiracy)
- 2001–2005: Judge John Deed
- 2002: Harold Shipman: Doctor Death
- 2002: Holby City
- 2002: The Falklands Play
- 2002: Ultimate Force
- 2003: Blue Dove
- 2003: Shoreditch
- 2003: Death in Holy Orders
- 2003: Down to Earth
- 2003: Hornblower: Duty
- 2003: Foyle’s War
- 2003: The Eustace Bros.
- 2003: The Lost Prince
- 2003: To Kill a King (To Kill a King)
- 2003–2004: My Dad’s the Prime Minister
- 2005: The Slavery Business
- 2005: Doc Martin
- 2005: M.I.T.: Murder Investigation Team
- 2005: Rom (Rome)
- 2006: Alien Autopsy
- 2006: Ancient Rome: The Rise and Fall of an Empire
- 2007: Starting Over
- 2007: My Family
- 2007: The Last Detective
- 2007: The Old Curiosity Shop
- 2009: Hell’s Pavement
- 2010: Ladies of Letters
- 2010: Pete versus Life
- 2010: Reunited
- 2010: Die Säulen der Erde (The Pillars of the Earth)
- 2010–2014: Downton Abbey
- 2011: Comedy Showcase
- 2011: Viel Lärm um nichts (Much Ado About Nothing)
- 2012: Parade’s End – Der letzte Gentleman (Parade’s End)
- 2012: Parents
- 2013: The Magistrate
- 2014: Endeavour
- 2015: Suspects
- 2015: The Hard Problem
- 2017: The Dying Hours
- 2018: Collateral
- 2018: Still Open All Hours
- 2020: Des
- 2021: Living Proof
- 2022: Anatomie eines Skandals (Anatomy of a Scandal)
- 2022: Downton Abbey II: Eine neue Ära (Downton Abbey: A New Era)
- 2022: I Came By
- 2023: Große Erwartungen (Great Expectations)
- 2025: Andor